# 尚心派糸東流空手道連盟
尚心派糸東流空手道連盟（しょうしんはしとうりゅうからてどうれんめい、尚空連と略されることが多い）は、日本空手道糸洲会から離れた卯野久博が創始した空手道団体である。
特色としては、糸東流では珍しく、猫足立ちとは別に松濤館流式に近い（半身）後屈立ちが多用されること、また伝統派空手ながら昇段級審査にて試割りを行うことなどが挙げられる。

## 所属団体
尚心会・拳心会・体氣会・尚道会・尚武会・心技会・拳士会